# Vojislav (Vorname)
Vojislav (serbisch-kyrillisch Војислав) ist ein männlicher slawischer Vorname. Weibliche Form des Vornamens ist Vojislava (serbisch-kyrillisch Војислава).

## Herkunft und Bedeutungen
Der Name ist eine Zusammensetzung aus Soldat (војник) und Ruhm (слава).

## Namensträger
- Stefan Vojislav († um 1055), Groß-Župan von Dioklitien

### Vorname
- Vojislav Ilić (1862–1894), serbischer Dichter
- Vojislav Koštunica (* 1944), serbischer Politiker, Rechtsanwalt, Präsident der Bundesrepublik Jugoslawien (2000–2003) und Premierminister Serbiens (2004–2008)
- Vojislav Marinković (1876–1935), serbischer Politiker und Außenminister
- Vojislav Marković (1940–2005), jugoslawischer Tischtennisspieler
- Vojislav Melić (1940–2006), jugoslawischer Fußballspieler
- Vojislav Šešelj (* 1954), nationalistischer serbischer Politiker, Jurist und Publizist
- Vojislav Tankosić (1881–1915), serbischer Armeeoffizier
- Vojislav Vranjković (* 1983), serbischer Fußballspieler
- Vojislav Vučković (1910–1942), jugoslawischer Komponist
- Vojislav Vujović (1897–1936), jugoslawischer Kommunist aus Serbien

### Weibliche Form Vojislava
- (5397) Vojislava, Asteroid
- Vojislava Lukić (* 1987), serbische Tennisspielerin